# District de Wiener Neustadt-Land
Le district de Wiener Neustadt-Land est une subdivision territoriale du Land de Basse-Autriche en Autriche.

## Géographie

### Lieux administratifs voisins
|  |  |  |
|  |  |  |
|  |  |  |

## Communes
Le district de Wiener Neustadt-Land est subdivisé en 35 communes :
- Bad Erlach
- Bad Fischau-Brunn
- Bad Schönau
- Bromberg
- Ebenfurth
- Eggendorf
- Felixdorf
- Gutenstein
- Hochneukirchen-Gschaidt
- Hochwolkersdorf
- Hohe Wand
- Hollenthon (Basse-Autriche)
- Katzelsdorf
- Kirchschlag in der Buckligen Welt
- Krumbach
- Lanzenkirchen
- Lichtenegg
- Lichtenwörth
- Markt Piesting
- Matzendorf-Hölles
- Miesenbach
- Muggendorf
- Pernitz
- Rohr im Gebirge
- Schwarzenbach
- Sollenau
- Theresienfeld
- Waidmannsfeld
- Waldegg
- Walpersbach
- Weikersdorf am Steinfelde
- Wiesmath
- Winzendorf-Muthmannsdorf
- Wöllersdorf-Steinabrückl
- Zillingdorf